# Kerkhof van Hasnon
Het Kerkhof van Hasnon is een gemeentelijke begraafplaats in de Franse gemeente Hasnon in het Noorderdepartement. Het kerkhof bevindt zich bij de Eglise Saint-Pierre et Saint-Marcelin in het dorpscentrum.

## Britse oorlogsgraven
Op het kerkhof bevindt zich een militair perk met 18 Canadese gesneuvelden uit de Eerste Wereldoorlog. Zij behoorden bijna allemaal bij de Canadian Infantry en sneuvelden op 20 of 21 oktober 1918. Hun graven worden onderhouden door de Commonwealth War Graves Commission en zijn daar geregistreerd onder Hasnon Churchyard.

### Onderscheiden militairen
- Cuthbert Finnie McEwen, majoor bij de Canadian Light Horse werd onderscheiden met de Distinguished Service Order (DSO).
- soldaat Ernest Hanmer ontving de Military Medal (MM).